# Little Ponton
Little Ponton est un village anglais situé dans le Lincolnshire.